# 威諾納斯普林斯 (阿肯色州)
威諾納斯普林斯（英語：Winona Springs）是位於美國阿肯色州卡羅爾縣的一個鬼鎮。

## 地理
威諾納斯普林斯所處的海拔為高於海平面395米（即1296英呎），而該地所採用的時區為UTC-6，即北美中部時區（CST）。同時該地設有夏令時間，為UTC-6調快一小時，即UTC-5（CDT）。